# پپه برند
پپه برند (انگلیسی: Pepe Brand; ۱۳ فوریهٔ ۱۹۰۰ – ۱ ژوئیهٔ ۱۹۷۱) بازیکن فوتبال اهل اسپانیا بود.
از باشگاه‌هایی که در آن بازی کرده‌است می‌توان به باشگاه فوتبال سویا اشاره کرد.